# George Thomson (politicus)
George Morgan Thomson (Stirling, 16 januari 1921 - Londen, 3 oktober 2008) was een politicus van Britse afkomst. Tot 1981 was hij aangesloten bij de Labour Party en tussen 1981 en 1989 was hij lid van de Social Democratic Party.

## Biografie
Thomson werd onderwezen aan de Grove Academy in Dundee. Tussen 1941 en 1946 was hij werkzaam bij de Royal Air Force. Thomson was vervolgens tussen 1946 en 1955 editor van The Forward, een lokale krant. In 1950 en 1951 deed hij zonder succes mee aan de algemene verkiezingen. Een jaar later werd hij namens het district Dundee East gekozen voor het Lagerhuis. Thomson bleef parlementslid tot januari 1973.
Tussen juni 1964 en april 1966 was Thomson staatssecretaris van Buitenlandse Zaken in het eerste kabinet van premier Harold Wilson. In april 1966 werd hij benoemd tot kanselier van het Hertogdom Lancaster. Deze functie bekleedde Thomson, met een onderbreking tussen januari 1967 en oktober 1969, tot en met juni 1970. Tussen januari 1967 en oktober 1969 was hij opnieuw staatssecretaris voor Buitenlandse Zaken (1967) en later minister van Gemenebestaangelegenheden (1967-68). Tijdens zijn ambtstermijn als minister van Gemenebestaangelegenheden zocht Thomson naar een oplossing voor het conflict in Zuid-Rhodesië (hedendaags Zambia). Hij besloot sancties in te voeren tegen het regime.
In januari 1973 werd Thomson benoemd als een van de eerste Britse afgevaardigden bij de Europese Commissie. Hij kreeg de portefeuille Regionaal Beleid. Thomson was gedurende één termijn werkzaam als Europees commissaris en werd in 1977 opgevolgd door Christopher Tugendhat.
 Albert Borschette* ·  Guido Brunner ·  Claude Cheysson ·  Ralf Dahrendorf* ·  Jean-François Deniau* ·  Cesidio Guazzaroni ·  Finn Olav Gundelach ·  Wilhelm Haferkamp ·  Patrick Hillery ·  Pierre Lardinois ·  François-Xavier Ortoli ·  Carlo Scarascia-Mugnozza ·  Henri Simonet ·  Christopher Soames ·  Altiero Spinelli* ·  George Thomson ·  Raymond Vouel 
  * afgetreden 